# Battaglia di Vilnius (1655)
La battaglia di Vilnius fu un attacco delle forze russe e cosacche su Vilnius, la capitale del granducato di Lituania, facente parte della Confederazione polacco-lituana, che avvenne l'8 agosto 1655 durante la guerra russo-polacca (1654-1667). Le forze polacco-lituane sotto il comando del grande atamano Janusz Radziwiłł furono sconfitte dall'esercito russo di  Alessio di Russia. Fu la prima volta che una potenza straniera riuscì a conquistare il complesso dei castelli di Vilnius. L'occupazione moscovita di sei anni che seguì portò a un grande spopolamento e a un declino della città negli anni che seguirono. La sconfitta fu una delle ragioni per cui Janusz Radziwiłł e molti altri magnati lituani cedettero il granducato alla Svezia nell'unione di Kėdainiai.

## Battaglia
La Confederazione polacco-lituana fu invasa dai grandi eserciti russi nel luglio 1654 (dando il via alla guerra russo-polacca (1654-1667)) e svedesi nel luglio successivo (dando il via al Diluvio). Quando un grande esercito russo si avvicinò a Vilnius, l'atamano Janusz Radziwiłł riuscì a radunare solo 5,000 o 7,000 uomini. Il morale fu danneggiato ulteriormente dall'ordine del re Giovanni II Casimiro Vasa di ritirare le truppe reali (circa 5000 uomini) per ritirarsi a Marienburg (Malbork). I comandanti lituani, l'atamano Janusz Radziwiłł e il tesoriere Wincenty Korwin Gosiewski non riuscirono ad accordarsi sulla difesa. I cittadini cominciarono in fretta ad evacuare. I tesori più preziosi, tra cui la bara di San Casimiro, i libri principali della Metrica lituana, e oggetti di valore della cattedrale di Vilnius furono portati fuori dalla città.
Radziwiłł prese una posizione difensiva sulla costa settentrionale del fiume Neris vicino all'attuale Ponte Verde per coprire l'evacuazione. La battaglia cominciò circa alle 6:00 e durò tutto il giorno. I lituani riuscirono a catturare tre stendardi russi. Di notte, l'esercito lituano si divise in due eserciti che si ritirarono a Vilkaviškis e a Kėdainiai. La guarnigione del complesso dei castelli di Vilnius si arrese due giorni dopo.

## Esito
Gli invasori saccheggiarono la città e uccisero gli abitanti per molti giorni. Un incendio distrusse parte della città. In particolare, i cosacchi bruciarono il quartiere ebraico uccidendo molti ebrei. Secondo un testimone oculare, l'incendio conseguente il saccheggio durò 17 giorni e il bilancio delle vittime superò le 20 000 persone. Tuttavia, questi sono numeri esagerati. Tutti i palazzi furono saccheggiati e solo quattro chiese furono risparmiate. Gli invasori non presero solo oggetti di valore, ma anche distrussero altari, profanarono tombe (compreso il sarcofago d'argento della famiglia Sapieha), demolirono elementi decorativi (come le colonne di marmo del palazzo Radziwiłł). Il palazzo dei granduchi di Lituania cadde in rovina e fu ricostruito solo negli anni 2000. Alcuni studiosi suggerirono che alcune reliquie, come il corpo di Vitoldo, si persero durante il saccheggio della cattedrale di Vilnius. Lo zar Alessio arrivò in città il 14 agosto. Non poté trovare alloggi appropriati in città e costruì invece una grande tenda a Lukiškės. Si autoproclamò il granduca di Lituania.